# بيرنرسدورف
بيرنرسدورف (بالألمانية: Pernersdorf) هي بلدة في مقاطعة هولابرون في النمسا السفلى.